# Asphondylia patens
Asphondylia patens är en tvåvingeart som beskrevs av Beutenmuller 1907. Asphondylia patens ingår i släktet Asphondylia och familjen gallmyggor.
Artens utbredningsområde är North Carolina. Inga underarter finns listade i Catalogue of Life.